# H.I. Hannover
Harald Immanuel Hannover (født 17. maj 1861 i København, død 9. september 1937 sammesteds) var en dansk polytekniker og direktør for Statsprøveanstalten og Polyteknisk Læreanstalt. Han var søn af etatsråd Adolph Hannover, bror til Emil Hannover og far til Åge, Poul, Hans, og Knud Hannover.
Efter at have gennemgået Efterslægtselskabets Realskole tog han 1876 præliminæreksamen, 1877 adgangseksamen til Polyteknisk Læreanstalt og 1878 tillægseksamen for at blive student. I 1879 blev han cand. phil. og 1884 polyteknisk kandidat i mekanikken.
I det følgende år lærte han maskinhåndværket i jernbanernes maskinværksted, og i 1885-86 var han dels konstruktør hos firmaet Bonnesen & Danstrup, dels på studierejser i Tyskland, Frankrig og England.
I de følgende 2 år var han i vintermånederne lærer i maskinlære ved det tekniske Selskabs Skole, medens han om sommeren studerede landbrugsmaskiner. I 1888 blev han docent i teknologi ved den polytekniske læreanstalt og som sådan medlem af betænkningsudvalget for patentsager.
Ved den nordiske udstilling i 1888 var han virksom ved maskinafdelingens ordning og medlem af bedømmelsesudvalget for industrielle maskiner. Samme år udgav han en bevægelseslære til brug for tekniske skoler, maskinister og konstruktører. Han har desuden skrevet forskellige tidsskriftsartikler.
Hannover blev Ridder af Dannebrogordenen 1901, Dannebrogsmand 1913, Kommandør af 2. grad 1920 og af 1. grad 1931. Han er begravet på Mosaisk Vestre Begravelsesplads.